# Methylblau-Eosin-Färbung nach Mann
Die Methylblau-Eosin-Färbung nach Mann ist eine histologische Färbung, die zur Unterscheidung und Darstellung verschiedener Gewebestrukturen in mikroskopischen Präparaten verwendet wird. Diese Methode gehört zu den polychromatischen Färbetechniken und basiert auf der unterschiedlichen Affinität von Methylblau und Eosin zu basophilen bzw. eosinophilen Gewebeanteilen.

## Hintergrund und Prinzip
Die Methylblau-Eosin-Färbung wurde erstmals von Gustav Mann, einem deutschen Histologen und Chemiker, entwickelt. Sie kombiniert die Vorteile einer basischen (Methylblau) und einer sauren (Eosin) Farblösung, wodurch eine kontrastreiche Darstellung zellulärer und extrazellulärer Strukturen ermöglicht wird.
- Methylblau färbt basophile Strukturen, wie Zellkerne und ribosomenreiche Bereiche, in Blautönen. Dies liegt an der Affinität von Methylblau zu negativ geladenen Molekülen wie DNA und RNA.
- Eosin hingegen färbt eosinophile Strukturen, wie das Zytoplasma und Kollagenfasern, in verschiedenen Rottönen, da es mit positiv geladenen Molekülen interagiert.

## Anwendungsgebiete
Die Methylblau-Eosin-Färbung findet vor allem in der Pathologie und Histologie Anwendung, insbesondere bei der Untersuchung von:
- Bindegewebe: zur Unterscheidung von Kollagenfasern und Zellen.
- Muskelgewebe: zur Analyse der Zellstruktur und -organisation.
- Tumorgewebe: zur Differenzierung von Tumorzellen und ihrer Umgebung.

## Durchführung
Die Färbung erfolgt in mehreren Schritten:
1. Fixierung: Das Gewebe wird in einem geeigneten Fixiermittel (z. B. Formalin) fixiert.
2. Schnittpräparation: Dünne Gewebeschnitte werden angefertigt und auf Objektträgern aufgebracht.
3. Färbung mit Methylblau: Die Schnitte werden mit Methylblau behandelt, um basophile Strukturen hervorzuheben.
4. Gegenfärbung mit Eosin: Danach erfolgt eine Behandlung mit Eosin, um eosinophile Strukturen zu färben.
5. Dehydration und Eindeckung: Die gefärbten Schnitte werden mit Alkohol dehydriert und in ein Deckmedium eingebettet.

## Interpretation
Das Färbeergebnis zeigt typischerweise:
- Zellkerne und andere basophile Strukturen in Blau.
- Zytoplasma, Kollagen und andere eosinophile Strukturen in Rottönen.

Diese kontrastreiche Färbung erleichtert die morphologische Beurteilung von Gewebeproben und unterstützt die Diagnose von Erkrankungen.

## Vor- und Nachteile
Vorteile:
- Hohe Kontraste für die mikroskopische Analyse.
- Relativ einfache Durchführung.

Nachteile:
- Keine spezifische Anfärbung für bestimmte Zelltypen oder Moleküle.
- Die Färbung ist weniger differenziert als andere polychromatische Methoden wie die Papanicolaou-Färbung.

## Historische Bedeutung
Die Methylblau-Eosin-Färbung nach Mann hat historische Bedeutung in der Entwicklung moderner histologischer Färbetechniken. Sie war eine der ersten Methoden, die eine differenzierte Darstellung basophiler und eosinophiler Strukturen ermöglichte.